# Grönskan, Vedhamn och Baldersnäs
Grönskan, Vedhamn och Baldersnäs est une localité de Suède dans la commune de Värmdö située dans le comté de Stockholm.
Sa population était de 288 habitants en 2019.